# Leptoctenus
Leptoctenus is een geslacht van spinnen uit de  familie van de Ctenidae (kamspinnen).

## Soorten
- Leptoctenus agalenoides L. Koch, 1878
- Leptoctenus byrrhus Simon, 1888
- Leptoctenus daoxianensis Yin, Tang & Gong, 2000
- Leptoctenus gertschi Peck, 1981
- Leptoctenus paradoxus (F. O. P.-Cambridge, 1900)
- Leptoctenus sonoraensis Peck, 1981